# آدریان میژیفسکی
آدریان میژیفسکی (لهستانی: Adrian Mierzejewski؛ زادهٔ ۴ نوامبر ۱۹۸۶) بازیکن فوتبال اهل لهستان است.
وی سابقه ۴۱ بازی و ۳ گل ملی برای تیم ملی فوتبال لهستان در کارنامه دارد، همچنین پست تخصصی او، هافبک است.